# Luka Tripković
Luka Tripković (Zagreb, 1947. – Pariz, 30. siječnja 2013.) bio je hrvatski športaš, novinar i publicist.

## Životopis
Luka Tripković rodio se je u Zagrebu 1947. godine. Osim u Zagrebu živio je i radio u Parizu, Torontu i Tokiju. U mladosti se bavio stolnim tenisom i nogometom. Prošao je dobne selekcije u zagrebačkome Dinamu gdje je došao sve do juniora. Sve ga je to usmjerilo ka športskom novinarstvu, a poslije se bavio i drugim temama. U Domovinskom je ratu ostao zapamćen po zapaženim izvješćima. Bio je višegodišnji dopisnik Hrvatske televizije i Hrvatskog radija iz Pariza. Osamdesetih i devedesetih godina 20. stoljeća radio je u športskoj rubrici Večernjega lista. Poslije je otišao raditi u Pariz. Bio je strastveni publicist. Pisao je o nogometu i zagrebačkim športskim velikanima. U knjizi Football Connexion sabrao je svjedočanstva, sjećanja i maštanja 79 autora različitih nacionalnosti, dobi i zanimanja.

### Obitelj
Iz razdoblja rada u Japanu datira Tripkovićev brak. Supruga Sonoko mu je Japanka. U braku rodilo im se troje djece, dvojica sinova i kćer. Sin Edouard Tripković Katayama rodio im se u Parizu, gdje je i završio studij francuskoga jezika. Edouard Tripković Katayama prvi je voditelj ureda Hrvatske turističke zajednice u Tokiju, od otvorenja tog ureda 21. siječnja 2008. godine. Bio je voditelj ureda Hrvatske turističke zajednice u Tokiju, zadužen za Japan, Koreju, Tajvan i Hong Kong, do 2015. godine. Živi i radi u Tokiju. Osim materinskog japanskog, očinskog hrvatskog, francuskog koji je studirao, govori i engleski jezik.

## Djela
- Vremenske zone: razgovori, susreti, Jaspra, Zagreb, 1995.
- Zašto volim nogomet, suautor Zvonimir Vukelić, Jaspra, Zagreb, 1997.
- Neponovljivi Dražan Jerković, Jaspra, Zagreb, 1997. (Luka Tripković i suradnici ↓1)
- Football Connexion, Jaspra, Zagreb, 2000.
- Tebi, Zagrebe, govorim, Naklada Ljevak, Zagreb, 2002.
- Hrvatski testament, Jaspra, Zagreb, 2005.
- Čarli: život koji traje, Durieux, 2009.
- Zagrebačke istine, Jaspra, Zagreb, 2011.